# Inverness (Montana)
Inverness es un lugar designado por el censo ubicado en el condado de Hill en el estado estadounidense de Montana. En el Censo de 2010 tenía una población de 55 habitantes y una densidad poblacional de 5,45 personas por km².

## Geografía
Inverness se encuentra ubicado en las coordenadas 48°33′36″N 110°42′36″O / 48.56000, -110.71000. Según la Oficina del Censo de los Estados Unidos, Inverness tiene una superficie total de 10.1 km², de la cual 10.1 km² corresponden a tierra firme y (0%) 0 km² es agua.

## Demografía
Según el censo de 2010, había 55 personas residiendo en Inverness. La densidad de población era de 5,45 hab./km². De los 55 habitantes, Inverness estaba compuesto por el 100% blancos, el 0% eran afroamericanos, el 0% eran amerindios, el 0% eran asiáticos, el 0% eran isleños del Pacífico, el 0% eran de otras razas y el 0% pertenecían a dos o más razas. Del total de la población el 0% eran hispanos o latinos de cualquier raza.